# Zdjęcie (film)
Zdjęcie – dokument telewizyjny, produkcji polskiej z 1968 roku, w reżyserii Krzysztofa Kieślowskiego.
Krzysztof Kieślowski z ekipą telewizyjną poszukuje postaci uwiecznionych na fotografii wykonanej w Warszawie na Pradze w 1944 zaraz po wejściu LWP.